# Hynobius guabangshanensis
Hynobius guabangshanensis é uma espécie de anfíbio caudado pertencente à família Hynobiidae. Endêmica da China.